# Leucoraja

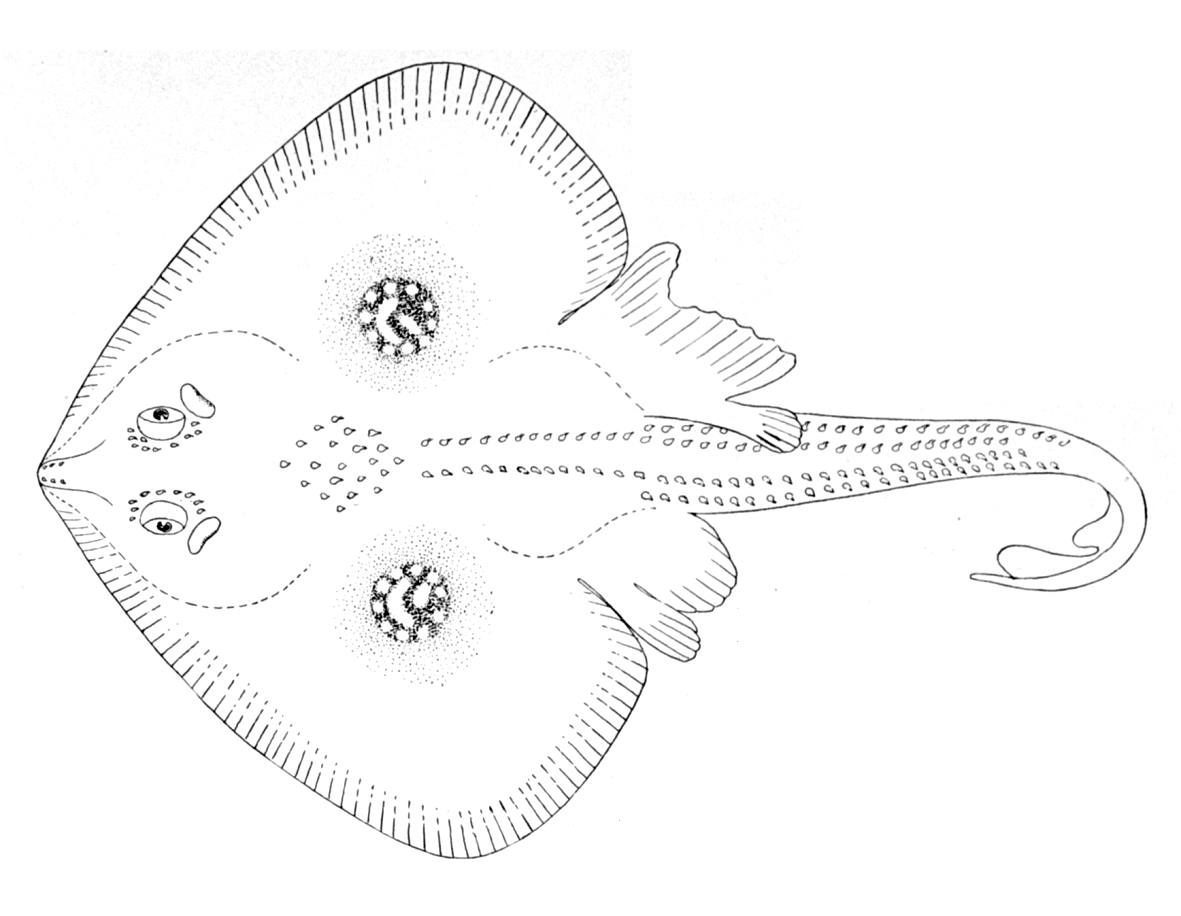
Rajada d'anells (Leucoraja circularis)

Leucoraja és un gènere de peixos de la família dels raids i de l'ordre dels raïformes. que es troba a l'Atlàntic, la Mediterrània, l'Índic sud-occidental i Austràlia.

## Taxonomia
- Leucoraja caribbaea (McEachran, 1977)
- Rajada d'anells (Leucoraja circularis) (Couch, 1838)[4]
- Leucoraja compagnoi (Stehmann, 1995)[5]
- Leucoraja erinacea (Mitchill, 1825)[6]
- Cardaire (Leucoraja fullonica) (Linnaeus, 1758)[7]
- Leucoraja garmani (Whitley, 1939)[8]
- Leucoraja lentiginosa (Bigelow & Schroeder, 1951)[9]
- Leucoraja leucosticta (Stehmann, 1971)[10]
- Leucoraja melitensis (Clark, 1926)[11]
- Rajada vestida (Leucoraja naevus) (Müller & Henle, 1841)[12]
- Rajada ocel·lada (Leucoraja ocellata) (Mitchill, 1815)[13]
- Leucoraja pristispina (Last, Stehmann & Séret, 2008)[14]
- Leucoraja virginica (McEachran, 1977)
- Leucoraja wallacei (Hulley, 1970)[15]
- Leucoraja yucatanensis (Bigelow & Schroeder, 1950)[16][17][18][19][20][21][22]